# Iwan Papukcziew
Iwan Papukcziew, bułg. Иван Папукчиев (ur. 9 lipca 1986 w Sofii) – bułgarski saneczkarz, olimpijczyk z Vancouver (2010).
Wziął udział w igrzyskach olimpijskich w Vancouver, podczas których wystąpił w saneczkarskich jedynkach. Zajął przedostatnie, 37. miejsce, wyprzedzając tylko Argentyńczyka Rubéna Gonzáleza. Do zwycięzcy zawodów Bułgar stracił 10,247 s.
Dwukrotnie wystartował w saneczkarskich mistrzostwach Europy. W 2008 roku w Cesanie zajął 28. miejsce w jedynkach, a w 2010 roku w Siguldzie był w tej konkurencji 30. Występował również w zawodach Pucharze Świata. W sezonie 2007/2008 zajął 50. miejsce w klasyfikacji generalnej tego cyklu, w 2008/2009 był 53., w 2009/2010 – 49., a w 2010/2011 – 47.